# Диво сърце (сериал)
„Лудо сърце“ (на турски: Deli Yürek) e турски драматичен сериал, излязъл на телевизионния екран през 1998 г.

## Излъчване
| Сезон | Начало на сезона | Край на сезона | Епизоди | Всички епизоди | ТВ сезон    | ТВ канал |
| ----- | ---------------- | -------------- | ------- | -------------- | ----------- | -------- |
| 1     | 5 октомври 1998  | 21 юни 1999    | 34      | 1 – 34         | 1998 – 1999 | Show TV  |
| 2     | 4 октомври 1999  | 26 юни 2000    | 34      | 35 – 69        | 1999 – 2000 | Show TV  |
| 3     | 2 октомври 2000  | 21 май 2001    | 20      | 70 – 90        | 2000 – 2001 | Show TV  |
| 4     | 14 януари 2002   | 24 юни 2002    | 22      | 91 – 113       | 2002        | ATV      |

## Актьорски състав
- Кенан Имирзалъолу – Юсуф Мироолу
- Ойлум Йоктем – Ферайе
- Зейнеп Токуш – Зейнеп (сезони 1-3)
- Мелда Бекджан – Зейнеп (сезон 4)
- Демир Карахан – Агабей
- Кюршат Алнъачък – Саваш Доган
- Али Сюрмели – Тургай Атаджан
- Ебру Джюдюбейоглу – Авукат Айшегюл
- Мехтап Байри – Назлъ Мироолу
- Атила Карагьоз – Али
- Елиф Инджи – Гюлчин
- Анданч Назнедароглу – Гьокче
- Емин Гюрсой – Кушчу
- Нювит Йоздоору – Осман Уста
- Ахмет Йенилмез – Сабри
- Йълмаз Тюзюн – Йълмаз
- Суат Юлхан – Салих Уста
- Ерай Демиркол – Иса
- Ачеля Елмас – Гонджа
- Идил Фърат – Билур
- Мехмет Али Тунджер – Ариф Шахин
- Нежми Айкар – Дайъ
- Тууче Юнлютюрк – Айше
- Мустафа Башбуу – Селим
- Неджат Ишлер – Октай
- Онур Юнлю – Умур Юнлю
- Ерджан Сют – Метин
- Нермин Тунджер – Шюкрие
- Реджеп Йенер – Зеим
- Латиф Акгедик – Хакъ
- Мутлу Гюней – Йозджан
- Кая Гюрел – Екрем Ходжа
- Тевфик Полат – Ердал
- Гюркан Уйгун – Джихан
- Емин Олджай – Якуп Ефе
- Селчук Йонтем – Бозо

## В България
В България сериалът започва излъчване на 26 февруари 2013 г. по bTV и завършва на 11 юли.